# Irena Majcen
Irena Majcen (ur. 2 marca 1958) – słoweńska polityk, inżynier rolnictwa i działaczka samorządowa, w latach 2014–2018 minister środowiska i zagospodarowania przestrzennego.

## Życiorys
W 1982 została absolwentką inżynierii rolnictwa na wydziale biotechnologii Uniwersytetu Lublańskiego. Należała do założycieli Słoweńskiej Partii Ludowej, była m.in. jej wiceprzewodniczącą na poziomie krajowym i kandydatką do parlamentu. W latach 2005–2010 pozostawała burmistrzem Slovenskiej Bistricy. Gdy SLS nie rekomendowała jej na kolejną kadencję, przeszła do Demokratycznej Partii Emerytów Słowenii. Następnie przez 4 lata w tamtejszej jednostce administracyjnej kierowała departamentem środowiska, zagospodarowania przestrzennego, transportu i komunikacji. We wrześniu 2014 została ministrem środowiska i zagospodarowania przestrzennego w rządzie Mira Cerara. Zakończyła urzędowanie wraz z całym gabinetem we wrześniu 2018 (wcześniej w tym roku kandydowała do parlamentu). Do 2021 pełniła funkcję wiceprzewodniczącej DeSUS. Później związała się z Partią Alenki Bratušek.